# Otto 1. af Grækenland
Otto 1. (græsk: Όθων Αʹ, tr. Othon I) (1. juni 1815 i Salzburg – 26. juli 1867 i Bamberg) var konge af Grækenland fra 1832 til 1862.
Otto var en en yngre søn kong Ludvig 1. af Bayern og voksede op som prins af Bayern. I 1832 blev han udset til konge af det nyoprettede kongerige Grækenland. Han blev afsat i 1862 og vendte herefter tilbage til Bayern.

## Biografi

### Tidlige liv
Prins Otto af Bayern blev født den 1. juni 1815 på Mirabell Slot i Salzburg, hvor hans far, den bayerske kronprins (den senere kong Ludvig 1. af Bayern), residerede som statholder. Hans mor var prinsesse Therese af Sachsen-Hildburghausen, og han var parrets anden søn.

### Valget til græsk konge
Ved den græske uafhængighedskrig mod Det Osmanniske Rige (1821-1829) var Grækenland blevet befriet fra Osmannisk herredømme med hjælp fra Storbritannien, Frankrig og Rusland. Den nystiftede stat Grækenland blev internationalt anerkendt i London-protokollen i 1830, og ved London-konferencen i 1832 blev landet et kongerige. Den 7. maj 1832 blev den liberale bayerske prins udset af de europæiske stormagter til græsk konge og den 8. august samme år blev han valgt til konge af den græske nationalforsamling.

### Regeringstid
Otto ankom til Grækenland den 30. januar 1833. Før hovedstaden og residensbyen blev flyttet til Athen i 1834, havde hoffet residens i byen Nafplio på halvøen Peloponnes. Indtil 1835 havde han et bayersk regentskab hos sig, og han beholdt sine tyske embedsmænd frem til 1837. Et oprør i 1843 tvang ham til at indkalde nationalforsamlingen, og i 1844 gav han landet en grundlov med et repræsentationssystem med to kamre: senatet og deputertkammeret. Han søgte alligevel at bevare sin magt, og den 13. februar 1862 udbrød en militærrevolte, som førte til at han blev afsat 23. oktober 1862.

### Senere liv
Otto vendte herefter tilbage til Bayern med sin hustru, hvor de boede resten af deres liv i Bamberg i Oberfranken indtil deres død. Hver dag havde de som en påmindelse om deres tid i Grækenland en 'græsk time', hvor de kun talte græsk med hinanden.